# Représentations diplomatiques en Turquie
Les représentations diplomatiques en Turquie sont actuellement au nombre de 126. Il existe de nombreuses délégations et bureaux de représentations des organisations internationales et d'entités infranationales dans la capitale Ankara.

## Ambassades à Ankara
| - Afghanistan - Albanie - Algérie - Angola - Argentine - Australie - Autriche - Azerbaïdjan - Bahreïn - Bangladesh - Biélorussie - Belgique - Bénin - Bosnie-Herzégovine - Brésil - Brunei - Bulgarie - Burkina Faso - Burundi - Cameroun - Canada - Tchad - Chili - Chine - Colombie - République démocratique du Congo - République du Congo - Costa Rica - Croatie - Cuba - Tchéquie - Danemark - Djibouti - Équateur - Égypte - Guinée équatoriale - Estonie - Éthiopie - Finlande - France - Gabon - Gambie - Géorgie - Allemagne - Ghana - Grèce - Guatemala - Guinée - Vatican - Hongrie - Inde - Indonésie - Iran - Irak - Irlande - Israël - Italie - Côte d'Ivoire - Japon - Jordanie - Kazakhstan - Kenya - Kosovo - Koweït - Kirghizistan - Lettonie - Liban - Libye - Lituanie - Luxembourg - Malaisie - Mali - Malte - Mauritanie - Mexique - Moldavie - Mongolie - Monténégro - Maroc - Pays-Bas - Nouvelle-Zélande - Niger - Nigeria - Chypre du Nord - Macédoine du Nord - Norvège - Oman - Pakistan - Palestine - Panama - Paraguay - Pérou - Philippines - Pologne - Portugal - Qatar - Roumanie - Russie - Rwanda - Arabie saoudite - Sénégal - Serbie - Singapour - Slovaquie - Slovénie - Somalie - Afrique du Sud - Corée du Sud - Soudan du Sud - Espagne - Sri Lanka - Soudan - Suède - Suisse - Tadjikistan - Tanzanie - Thaïlande - Tunisie - Turkménistan - Ouganda - Ukraine - Émirats arabes unis - Royaume-Uni - États-Unis - Ouzbékistan - Venezuela - Viêt Nam - Yémen - Zambie |